# San Vito sullo Ionio
San Vito sullo Ionio é uma comuna italiana da região da Calábria, província de Catanzaro, com cerca de 2.029 habitantes. Estende-se por uma área de 17 km², tendo uma densidade populacional de 119 hab/km². Faz fronteira com Capistrano (VV), Cenadi, Chiaravalle Centrale, Monterosso Calabro (VV), Olivadi, Petrizzi, Polia (VV).

## Demografia
| Variação demográfica do município entre 1861 e 2011                               |
|                                                                                   |
| Fonte: Istituto Nazionale di Statistica (ISTAT) - Elaboração gráfica da Wikipedia |